# Швендубре
Швендубре или Швяндубре (лит. Švendubrė) — деревня в окрестностях Друскининкая, Литва, на границе с Белоруссией. Административно входит в состав Вечюнского староства. В исторических документах упоминается с 1620 года. Расположена в устье речки Кубильница.

## Речной пункт пропуска через границу
В непосредственной близости от деревни Швендубре на берегу реки Неман располагается речной пункт пропуска через границу, использующийся байдарками и яхтами. После введения в августе 2016 белорусскими властями безвизового режима для граждан всех стран мира, в том числе Литвы , ради посещения белорусского специального туристско-рекреационного парка «Августовский канал», ожидается резкий рост лиц, пересекающих границу в этом месте.

## Достопримечательности
- Чёртов Камень — огромный валун на въезде в деревню со стороны Друскининкай. Согласно легенде, чёрт нёс камень, чтобы перегородить Неман, но выронил.[источник не указан 1082 дня]